# Chefir

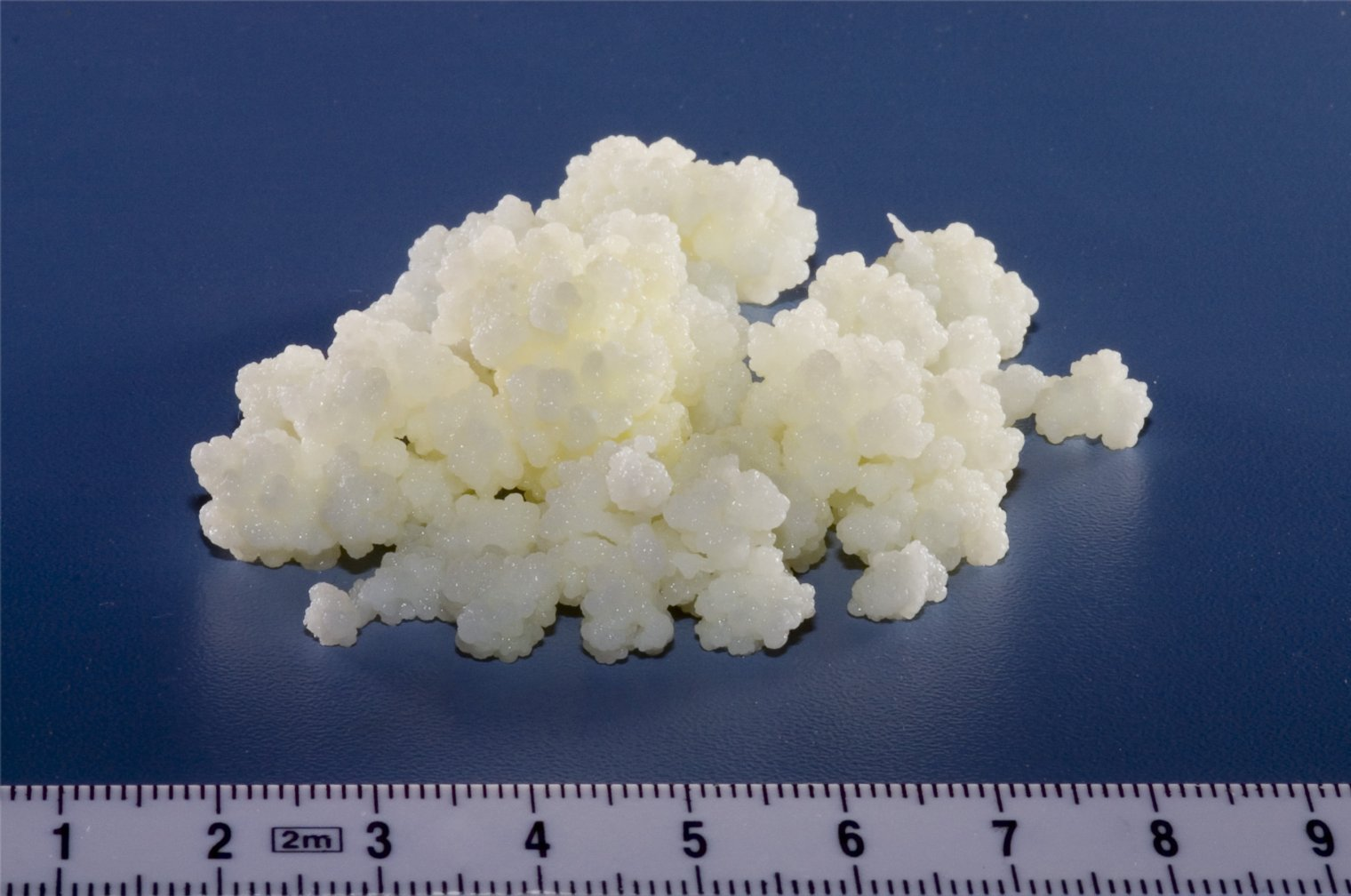
Granule de chefir

Chefirul (cunoscut și sub numele de kefir) este un produs lactat din lapte fermentat, care își are originea în regiunea Caucaz. Este preparat prin introducerea granulelor de chefir în lapte de vacă, capră sau oaie. Chefirul tradițional era făcut în burdufuri care erau atârnate lângă o ușă; oricine trecea pe acolo lovea burduful pentru ca laptele și granulele de chefir să se amestece bine. 

## Introducere
Granulele de chefir sunt o combinație de bacterii și drojdii (ciuperci) într-un amestec de proteine, lipide și zaharuri. Această simbioză de substanțe formează granule care seamănă cu conopida. În zilele noastre, chefirul devine din ce în ce mai apreciat datorită noilor cercetări privind foloasele pe care le aduce sănătății. Granulele de chefir sunt o comunitate foarte dinamică și complexă de microorganisme în care se găsesc multe tipuri diferite de bacterii și ciuperci.
Chefirul tradițional este fermentat la temperatura camerei, de obicei fiind lăsat peste noapte. Datorită fermentării lactozei rezultă o băutură acrișoară, carbogazoasă și ușor alcoolică cu o consistență asemănătoare iaurtului diluat. La începutul secolului XX, chefirul era fermentat în lăptarii de mici dimensiuni și ajungea la un procent de alcool între 1 – 2%, însă chefirul preparat pentru comerț, cu metode moderne de protecție are mai puțin de 1% alcool, probabil datorită timpului redus de fermentare.
Există tipuri de chefir care se dezvoltă și în alte lichide. Ele pot fi diferite de chefir și prin aspect și prin componența microbiană. Chefirul de apă se dezvoltă în apă cu zahăr (uneori se adaugă fructe uscate cum ar fi smochinele și zeama de lămâie), sunt lăsate o zi sau mai mult la temperatura camerei.

## Cum se face chefirul
Pentru a prepara chefir tradițional este nevoie de granule de chefir care sunt o comunitate cu aspect gelatinos formată din bacterii și ciuperci. Granulele de chefir conțin o polizaharidă solubilă în apă cunoscută sub numele de « kefiran », ce lasă în gură un gust și o senzație a unei texturi de sfoară. Granulele de chefir nu pot fi produse din nimic, ci ele cresc în timpul fermentării, în plus sunt produse și alte granule. Granulele de chefir pot fi cumpărate sau donate de către alte persoane care cresc chefir. Ele au o nuanță între alb și galben și sunt de obicei de mărimea unei nuci, însă pot fi și mici cât un bob de orez.

## Sănătate și nutriție
Chefirul previne mutațiile genetice și are proprietăți antioxidante. Se poate schimba conținutul nutritiv prin simpla fermentare pentru perioade de timp mai scurte sau mai lungi. Ambele etape aduc diferite beneficii sănătății. De exemplu, chefirul lăsat prea mult la fermentat (acest lucru face ca gustul să-i fie mai acru) mărește în mod semnificativ conținutul de acid folic. Chefirul contribuie, de asemenea, la digerarea lactozei în calitate de catalizator, din acest motiv fiind mai potrivit decât alte lactate pentru persoanele care suferă de intoleranță la lactoză. S-a demonstrat printr-un studiu aplicat șobolanilor ca keefiranul din chefir reduce cazurile de hipertensiune și nivelul colesterolului din plasma sangvină.

## Cum se bea chefirul
În timp ce unele persoane preferă să bea chefirul simplu, mulți îl consideră prea acru și preferă să adauge fructe, miere, sirop de arțar sau alte arome și îndulcitori. Puteți să-l amestecați și cu fructe înghețate (banane, căpșuni, afine sau altele) cu ajutorul unui mixer. Mai poate fi adăugată vanilie, nectar de agave și alte arome. În Polonia, chefirul se vinde cu diverse soiuri de fructe și arome deja adăugate, atât organic cât și non-organic. Se servește ca băutură la micul dejun, prânz sau cină în țări precum Rusia, Belarus, Ucraina, Polonia (al doilea producător din lume, după Rusia), Norvegia, Suedia, Finlanda (în special minoritățile de origine rusă și estonă), Letonia, Estonia și Lituania și este cunoscut ca fiind o băutură sănătoasă accesibilă ca preț. În țările slave sudice, chefirul este consumat în orice perioadă a zilei, în special cu zelnik, etc.

## Diferite tipuri de lapte
Granulele fac să fermenteze laptele majorității mamiferelor și cresc în lapte. În mod obișnuit, se folosește laptele de vacă, capră și oaie, fiecare având calități organoleptice și nutritive diferite. De obicei se folosește laptele nefiert.
Pe lângă acestea, granulele de chefir fac să fermenteze și înlocuitori ai laptelui, cum ar fi laptele făcut din soia, orez și cocos, precum și alte lichide dulci cum ar fi: zeama de fructe, apa de cocos, berea, planta wort și berea de ghimbir. Totuși, granulele încetează să crească dacă lichidul nu conține toți factorii de creștere necesari bacteriilor.
Pentru sinteza polizaharidei din care sunt compuse granulele (kefiran) nu sunt neapărat necesare zaharurile din lapte; studiile au demonstrat că o alternativă lichidă potrivită este și rezultatul hidrolizei orezului. În plus, s-a demonstrat că granulele se înmulțesc când produc fermentarea laptelui din soia, deși își schimbă aspectul și dimensiunea datorită diferitelor proteine disponibile chefirului.

## Utilizări culinare
Chefirul este unul din ingredientele principale din supa rece lituaniană, din sfecla „saltibarsciai”, cunoscută sub numele de „borș rece”.